# Minano
Minano (jap. 皆野町 Minano-machi) – miasto w Japonii, na wyspie Honsiu, w prefekturze Saitama. Według danych na rok 2020 miejscowość zamieszkiwało 9 302 mieszkańców , a gęstość zaludnienia wyniosła 145,9 os./km².